# Pablo Lanusse
Pablo Jorge Lanusse (Buenos Aires, 4 de noviembre de 1965) es un abogado y político argentino. Se desempeñó como fiscal desde 1993 hasta 2003 en juzgados de la Capital Federal. Luego ocupó el cargo de secretario de Justicia de la Nación desde 2003 hasta 2004, año en que fue designado por el presidente Néstor Kirchner como interventor federal de Santiago del Estero, desplazando del cargo a la gobernadora Mercedes Aragonés de Juárez. Ocupó el cargo desde el 1 de abril de 2004 hasta el 23 de marzo de 2005.

## Biografía
Nació en Buenos Aires el 4 de noviembre de 1965. Estudió abogacía en la Universidad del Museo Social Argentino (UMSA) y se graduó en 1992.
Es pariente lejano del general Alejandro Agustín Lanusse y de Antonio Lanusse. 
Durante diez años se desempeñó como fiscal federal en el Fuero Criminal y Correccional Federal de la Capital Federal, de 1993 a 1996 y más tarde, en los Juzgados Nacionales en lo Criminal de Instrucción de la Capital Federal, de 1996 a 2003.
Más tarde, se desempeñaría en diversos cargos dentro del Ministerio de Justicia y Derechos Humanos de la Nación, llegando a secretario de Justicia y Asuntos Penitenciarios, entre 2003 y 2004, cuando Gustavo Béliz se desempeñaba al frente de aquel ministerio. A nivel internacional fue coordinador y representante del Ministerio de Justicia, Seguridad y Derechos Humanos de la Nación ante el Grupo de Acción Financiera contra el Lavado de Dinero (FATF – GAFI);
En 2004, fue designado interventor federal de Santiago del Estero, por el presidente Néstor Kirchner, desplazando a Mercedes Aragonés de Juárez el 1 de abril de 2004 y permaneciendo en el cargo hasta el 23 de marzo de 2005.
En 2011 fue candidato a diputado nacional por la Ciudad de Buenos Aires, dentro del partido Unión para el Desarrollo Social, sin embargo, desistió tiempo después de la candidatura.
En 2020 se sumó a la defensa del expresidente Mauricio Macri en las causas por espionaje ilegal.